# Daniel Bœuf
Pour les articles homonymes, voir Bœuf.
Daniel Bœuf, né à Gond-Pontouvre, est un peintre paysagiste français.

## Biographie
Il expose en 1929 deux paysages au Salon des indépendants. 
Installé à Eaubonne lors de la Seconde Guerre mondiale, on lui doit aussi, avec Maurice Ménassade, en 1949, l'ouvrage L'art ancien et moderne dans le canton de Taverny.